# Vitālijs Jagodinskis
Vitālijs Jagodinskis (1992. február 28. –) lett válogatott labdarúgó, a lett FK Ventspils játékosa.

## Pályafutása

### Klubcsapatban
Vitālijs Jagodinskis utánpótlás korú játékosként a Daugava Rigában kezdett el futballozni, és 2009. augusztus 1-jén itt mutatkozott be a lett élvonalban. 2009 őszén a FK Jūrmala-VV csapatához szerződött, és rövid idő alatt meghatározó tagja lett csapatának. Az itt töltött három szezon alatt ötvenegy bajnokin lépett pályára. 2012 januárjában Valērijs Šabalával együtt írt alá az ukrán Dinamo Kijivhez. Hosszú távú, négyéves szerződést írt alá és az első szezonban csak az ifjúsági csapatban játszott. A 2012-2013-as idényt a FK Dinamo Kijiv II-ben, azaz a tartalékcsapatban töltötte, az ukrán élvonalban  2013. július 14-én mutatkozott be. Ezt követően két évig kölcsönben a FK Hoverla Uzshorodban játszott, majd lejáró szerződését a kijeviek nem hosszabbították meg, így szabadon igazolható lett. 2016 októberében a Diósgyőri VTK érdeklődött iránta, majd pár napos próbajáték után szerződtette. A 2017-2018-as szezonban a román CSM Studențesc Iași játékosa volt.

### A válogatottban
Vitālijs Jagodinskis 2008 óta folyamatosan tagja a lett korosztályos válogatottaknak. 2011-2013-ig az U21-es csapat kapitánya volt. 2013. augusztus 14-én mutatkozott be a felnőttek között egy észtek elleni barátságos mérkőzésen.

## Mérkőzései a lett válogatottban
| #   | Dátum               | Ellenfél        | Eredmény | Kiírás              | Esemény |
| --- | ------------------- | --------------- | -------- | ------------------- | ------- |
| 1.  | 2014. szeptember 3. | Örményország    | 2 – 0    | barátságos mérkőzés | 46'     |
| 2.  | 2015. március 31.   | Ukrajna         | 1 – 1    | barátságos mérkőzés |         |
| 3.  | 2015. június 12.    | Hollandia       | 0 – 2    | Eb-selejtező        |         |
| 4.  | 2015. szeptember 3. | Törökország     | 1 – 1    | Eb-selejtező        |         |
| 5.  | 2015. november 13.  | Észak-Írország  | 0 – 1    | barátságos mérkőzés |         |
| 6.  | 2016. március 25.   | Szlovákia       | 0 – 0    | barátságos mérkőzés | 90'     |
| 7.  | 2016. március 29.   | Gibraltár       | 5 – 0    | barátságos mérkőzés | 76'     |
| 8.  | 2016. június 4.     | Észtország      | 0 – 0    | Balti-kupa          |         |
| 9.  | 2016. szeptember 2. | Luxemburg       | 3 – 1    | barátságos mérkőzés | 67'     |
| 10. | 2016. szeptember 6. | Andorra         | 1 – 0    | Vb-selejtező        |         |
| 11. | 2016. október 7.    | Feröer-szigetek | 0 – 2    | Vb-selejtező        | 25'     |
| 12. | 2016. október 10.   | Magyarország    | 0 – 2    | Vb-selejtező        |         |
| 13. | 2016. november 13.  | Portugália      | 1 – 4    | Vb-selejtező        |         |
| 14. | 2017. március 25.   | Svájc           | 0 – 1    | Vb-selejtező        |         |
| 15. | 2017. március 28.   | Grúzia          | 0 – 5    | barátságos mérkőzés | 46'     |
| 16. | 2017. június 9.     | Portugália      | 0 – 3    | Vb-selejtező        |         |
| 17. | 2017. június 12.    | Észtország      | 1 – 2    | barátságos mérkőzés | 46'     |
| 18. | 2018. február 3.    | Dél-Korea       | 0 – 1    | barátságos mérkőzés |         |
| 19. | 2018. március 22.   | Feröer-szigetek | 1 – 1    | barátságos mérkőzés | 90+1'   |
| 20. | 2018. március 25.   | Gibraltár       | 0 – 1    | barátságos mérkőzés |         |
| 21. | 2018. június 2.     | Észtország      | 1 – 0    | Balti-kupa          |         |
| 22. | 2018. június 5.     | Litvánia        | 1 – 1    | Balti-kupa          |         |
| 23. | 2018. szeptember 6. | Andorra         | 0 – 0    | Nemzetek Ligája     | 53'     |
| 24. | 2018. szeptember 9. | Grúzia          | 0 – 1    | Nemzetek Ligája     |         |
| 25. | 2018. október 13.   | Kazahsztán      | 1 – 1    | Nemzetek Ligája     |         |
| 26. | 2018. október 16.   | Grúzia          | 0 – 3    | Nemzetek Ligája     |         |
| 27. | 2018. november 15.  | Kazahsztán      | 1 – 1    | Nemzetek Ligája     |         |
| 28. | 2018. november 19.  | Andorra         | 0 – 0    | Nemzetek Ligája     |         |
| 29. | 2019. június 10.    | Szlovénia       | 0 – 5    | Eb-selejtező        | 16'     |
| 30. | 2019. október 10.   | Lengyelország   | 0 – 3    | Eb-selejtező        |         |
| 31. | 2019. október 15.   | Izrael          | 1 – 3    | Eb-selejtező        |         |

## Sikerei, díjai
- FK Jūrmala-VV:
  - Lett másodosztályú labdarúgó-bajnokság bronzérmes: 2009-10
  - Lett kupa döntős: 2009-2010